# Showdown with Rance McGrew
Showdown With Rance McGrew este episodul 85 al serialului american Zona crepusculară. A fost difuzat inițial pe data de 2 februarie 1962 pe CBS.

## Intriga
Actorul Rance McGrew, personaj principal într-un serial de televiziune western, întârzie la filmarea scenelor finale ale unui episod în care personajul său îl vânează pe Jesse James. Conform scenariului, Rance se îndepărtează de un Jesse aparent învins, care încearcă apoi să-l împuște în spate. Actorul care îl interpretează pe Jesse susține că banditul lupta onorabil, iar scena este greșită din punct de vedere istoric; acesta cere permisiunea să strige către Rance înainte de a-l împușca. Rance afirmă însă că a avertiza un pistolar că urmează să-l împuști echivalează cu a demonstra că ești mai slab decât el.
Dintr-o dată, Rance se trezește într-un real salon din Vestul Sălbatic. Adevăratul Jesse James intră și îi aduce la cunoștință că el, Billy the Kid și alți bandiți celebri nu sunt mulțumiți de modul în care sunt portretizați în emisiunea lui McGrew. Îi numește escroc pe Rance, care își câștigă existența profitând de reputația adevăraților pistolari, și îl provoacă la un duel⁠(d). Conștientizează că nu are nicio șansă împotriva sa, dar Jesse nu-i permite să renunțe și să plece. Când numărătoarea inversă se termină, Rance încearcă din greu timp de câteva secunde să-și scoată pistolul din toc, iar apoi își scapă arma din mână. La văzul acestor scene, un Jesse amuzat remarcă disprețuitor: „Exact așa cum mi-am imaginat”. În timp ce banditul își îndreaptă arma spre fruntea lui Rance, actorul cade în genunchi și îi spune că este dispus să facă orice ca să fie cruțat. Jesse acceptă oferta și dispare.
Rance revine pe platourile de filmare fix când agentul său ajunge în zonă. Acesta se dovedește a fi însuși Jesse James, îmbrăcat în costum, care insistă ca scenele să fie modificate: în loc să-l împuște pe Rance în spate, Jesse James îl aruncă pe fereastra salonului și reușește să părăsească orașul. În timp ce îl conduce spre casă, acesta îi descrie modul în care urmează să fie modificate următoarele episoade. De acum înainte, serialul va prezenta adevărul istoric și vor renunța la scenele în care Rance este eroul.

## Distribuție
- Larry Blyden - Rance McGrew
- Arch Johnson - Jesse James
- Robert Cornthwaite - regizor
- Robert J. Stevenson - barman
- William McLean -proprietar
- Troy Melton - Cowboy #1
- Jay Overholts - Cowboy #2